# Heinz-Dieter Ebbinghaus
Heinz-Dieter Ebbinghaus (Hemer, 22 de fevereiro de 1939) é um matemático alemão.
Ebbinghaus escreveu vários livros sobre lógica, teoria dos conjuntos e teoria dos modelos, incluindo uma biografia de Ernst Zermelo. Seu livro Einführung in die mathematische Logik, em parceria com Jörg Flum e Wolfgang Thomas, teve sua primeira edição em 1978 e tornou-se obra de referência em lógica matemática em países de língua alemã. Está atualmente na 5ª edição. Uma edição em inglês, Mathematical logic (ISBN 0387942580) foi publicada pela Springer-Verlag na série Undergraduate Texts in Mathematics em 1984.

## Obras
- Heinz-Dieter Ebbinghaus, Volker Peckhaus. Ernst Zermelo: An Approach to His Life and Work, 2007, ISBN 3-642-08050-2.
- Heinz-Dieter Ebbinghaus, Jörg Flum. Finite Model Theory, 2005, ISBN 3-540-28787-6.
- Heinz-Dieter Ebbinghaus, Jörg Flum, Wolfgang Thomas. Einführung in die mathematische Logik, cinco edições desde 1978.